# Philodromus panganii
Philodromus panganii là một loài nhện trong họ Philodromidae.
Loài này thuộc chi Philodromus. Philodromus panganii được Lodovico di Caporiacco miêu tả năm 1947.